# Dolmen de Pierre-Fade
Le dolmen de la Pierre-Fade (ou de Pierre Fade) est un dolmen situé sur la commune de Saint-Étienne-des-Champs, dans le département français du Puy-de-Dôme, en Auvergne.
C'est le seul édifice mégalithique, parmi les trois exemples très bien conservés du département du Puy-de-Dôme, qui possède encore son tumulus.

## Situation
Le dolmen de Pierre-Fade se dresse sur les flancs d'un coteau, plus précisément sur une rupture de pente, à 674 m d'altitude, au lieu-dit Les Brousses, sur la commune de Saint-Étienne-des-Champs (parcelle cadastrale AX n°131). En contrebas, coule la rivière du Sioulet, ce qui aurait pu être un facteur déterminant pour l'installation du monument. En effet de nombreux galets ont été retrouvés dans la structure du tumulus (galets en basalte) et dans la couche archéologique de la chambre (petits galets de quartz et de micaschiste).

## Historique
Les premières mentions du dolmen sont le fait d'historiens du XIXe siècle comme Jean-Baptiste Bouillet et Louis Leguay. En 1910, une fouille sommaire aurait été entreprise, mais les rares objets exhumés (une petite hache en pierre et un bol en terre cuite)) ont désormais disparu. 
Claire Gautrand-Moser y a conduit une fouille de sauvetage en juillet 1975 qui a permis d'en étudier précisément l'architecture. Le dolmen a été restauré par l'archéologue Jean-Pierre Lagasquie en avril 2001 car il menaçait de s'effondrer sur lui-même.
Le dolmen est classé au titre des Monuments historiques en 1989.

## Architecture
C'est un dolmen de type simple, de type B, avec une base polygonale, légèrement décentré vers le nord dans son tumulus. Il se compose de quatre orthostates et d'une dalle de chevet, l'ensemble étant recouvert par une unique table de couverture. Les blocs sont en orthogneiss local. L'édifice mesure 3 m de long sur 1,65 m de large, pour une hauteur maximum de 2,40 m. Toutes les dalles sont en embréchyte sauf deux orthostates (quartzite et rhyolite).
| Dalle                                                                                    | Longueur | Largeur | Épaisseur      |
| ---------------------------------------------------------------------------------------- | -------- | ------- | -------------- |
| Table                                                                                    | 2,60 m   | 2,20 m  | 0,60 m maximum |
| Orthostate no 1                                                                          | 1,14 m   | 1,80 m  | 0,48 m         |
| Orthostate no 2                                                                          | 1,17 m   | 1,74 m  | 0,20 m         |
| Orthostate no 3                                                                          | 1,23 m   | 1,53 m  | 0,30 m         |
| Orthostate no 4                                                                          | 2,29 m   | 2 m     | 0,48 m         |
| Chevet                                                                                   | 1,20 m   | 1,77 m  | 0,40 m         |
| Données : Le dolmen de la pierre fade, Commune de Saint-Étienne-des-Champs (Puy-de-Dôme) |          |         |                |

La table de couverture est de forme ovoïde, elle a été retaillée. Les orthostates sont disposés en écailles, inclinés vers l'intérieur de la chambre. Leur face interne est plane, leur face externe est irrégulière (hormis la dalle de chevet). Les interstices entre dalles supports ont été comblés par des empilements de pierres sèches. La chambre sépulcrale est à peu près circulaire et ouvre au sud-est,. Elle mesure 2,75 m de longueur sur 2,45 m de largeur pour une hauteur maximale de 1,94 m.
Le tumulus, de forme ovoïde, mesure 8,50 m pour son grand axe et 6,60 m pour le petit. La construction sur un sol en pente s'est déroulée selon plusieurs étapes. Dans un premier temps, le sol a été nivelé par l'apport de blocs grossiers, tout en laissant une dénivellation centrale correspondant au futur emplacement de la chambre. Dans un second temps, le tumulus proprement dit a été constitué par apport de blocs de taille plus réduite autour des orthostates. Compte tenu de la pente, le tumulus s'est effondré sur son côté sud et a accru son emprise au sol. La plus grande partie des blocs de remplissage sont d'origine locale mais n'ont pas été prélevés sur le site même où le sol est trop dégradé (arène) pour fournir de blocs exploitables. Quelques blocs de basalte ont une origine plus lointaine (affleurement à environ 3 km) et les galets retrouvés proviennent probablement du Sioulet en contrebas.

## Mobilier archéologique
En raison des fouilles antérieures clandestines, la couche archéologique de l'intérieur de la chambre a été bouleversée sur 1 m de profondeur et n'a fourni aucun mobilier caractéristique. La fouille du tumulus a permis de découvrir un matériel lithique (devant l'entrée du dolmen) et des tessons de poterie mais aucun ossement. 
Les objets lithiques en silex se composent d'armatures de flèches de trois types différents (à pédoncule et ailerons, foliacée, tranchant transversal), de cinq lames entières et six fragments de lame, d'un grattoir double et d'un éclat retouché. Ces silex ne sont pas d'origine locale, les terrains sédimentaires les plus proches se situant à environ 200 km au nord-est. Un galet de quartz retouché a aussi été retrouvé. 
La céramique correspond essentiellement à des tessons d'époque gallo-romaine retrouvés dispersés sur toute la surface du tumulus mais quelques petits fragments d'urnes funéraires datés du Bronze récent et du Bronze final ont été retrouvés au nord-est de l'entrée du dolmen.
L'ensemble de ce mobilier conduit à distinguer trois périodes d'occupations successives : une édification du dolmen au Néolithique final ou au Chalcolithique, puis une réutilisation à l'âge du Bronze et à l'époque gallo-romaine.

## Folklore
Bien qu'il n'existe aucune légende connue se rapportant à l'édifice, il est parfois appelé "la pierre des fées" (de l'occitan fada qui a donné « Fade », c'est-à-dire « fée » en français).